# 거중기

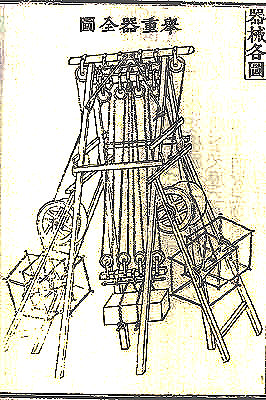
화성성역의궤에 실린 거중기

거중기(擧重器)는 수원 화성을 쌓을 때 쓰인 복합 도르래이다. 정약용에 의해 고안되었다고 하며 화성성역의궤에 설계도가 실려 있다. 1792년 수원 화성을 쌓는데 이용되었다.

## 개요
도르래의 원리를 이용하여 작은 힘으로 무거운 물건을 들어 올리는 장치이다. 정약용은 정조가 중국에서 들여온 《기기도설》(奇器圖說)이란 책을 참고하여 거중기를 개발하였다.
위에 네 개 아래에 네 개의 도르래를 연결하고 아래 도르래 밑으로 물체를 달아매고, 뒤 도르래의 양쪽으로 잡아당길 수 있는 끈을 연결하여 이 끈을 물레에 감아 물레를 돌림에 따라 도르래에 연결된 끈을 통해 물체가 위로 들어올려지도록 했다.
《화성성역의궤》(華城城役儀軌)에 완전히 조립된 모습의 전체 그림과 각 부분을 분해한 그림이 실려 있다.

## 같이 보기
- 녹로
- 유형거
- 동차
- 설마